# Sadr-ad-din Musa Safaví
Sadr al-Dīn Mūsā (Ardabil, 1305 - Ardabil, 1391) (صدر الدين). Segundo Murshid o jeque de la tariqa Safaviyya.

## Biografía
Fue el hijo y sucesor de Safi-ad-din Ardabili. Su madre fue Bibi Fatima Hatum, hija del jeque Zahed Gilani. 
El jeque (shaikh) Sadr al-Dīn dirigió a la tariqa Safaviyya por 59 años. Durante este tiempo, las actividades de la Safaviyya fueron vistas con agrado por Timur, quien proporcionó una dotación para el santuario de Safi-ad-din Ardabili en Ardabil, y permitió a Sadr al-Dīn recaudar impuestos. Timur también le ofreció a Sadr al-Dīn que le pidiera algún favor, y el jeque Sadr al-Dīn pidió la liberación de prisioneros turcomanos capturados por Timur en Diyarbakır. Timur aceptó esta petición, y los prisioneros liberados se convirtieron en los leales discípulos de Sadr al-Din. Los descendientes de estos prisioneros liberados, que emigraron por miles a la provincia de Gilan, más tarde ayudaron a su familia a fundar una dinastía.
Fue enterrado en Ardabil cerca de su padre. Su hijo Khoja Alā al-Dīn Ali lo sucedió como líder de la tariqa Safaviyya.